# Дніпрорудненська міська територіальна громада
Дніпрорудненська міська територіальна громада — територіальна громада в Україні, у Василівському районі Запорізької області з адміністративним центром у місті Дніпрорудне.

## Загальна інформація
Площа території — 47,6 км², населення громади — 18 468 осіб (2020).

## Населені пункти
До складу громади увійшли м. Дніпрорудне та села Златопіль і Маячка.

## Історія
Створена у 2020 році, відповідно до розпорядження Кабінету Міністрів України № 713-р від 12 червня 2020 року «Про визначення адміністративних центрів та затвердження територій територіальних громад Запорізької області», шляхом об'єднання територій та населених пунктів Дніпрорудненської міської та частини Скельківської сільської рад Василівського району Запорізької області.